# 戎松年
戎松年，中国大陆民国时期上海企业家，有“瓜子大王”之称。浙江鄞县人。

## 生平
生于浙江宁波。出自鄞县天官第戎家，是清进士戎上德、戎澄的后人。
原在上海经营尼龙。1929年，开设瓜子厂，初设在上海日晖港，生产五香酱油瓜子，注册商标为“独鹤牌”，取“鹤立鸡群，品质超群”之意，非常畅销，故得“瓜子大王”的大名。后改商标作“好吃来”，出自宁波方言，而公司也取新名作“好吃来瓜子有限公司”。
20世纪30年代，中国战乱，“好吃来”厂址屡次搬迁，但在戎松年苦心经营下，产品任畅销全国，还出口国外，仍享有中国“瓜子大王”之名。
1949年后，公司进行公私合营，产品及销路进一步扩展，成为上海“中华老字号”企业。